# Michael Köhl (Physiker)
Michael Köhl (* 1975) ist ein deutscher Physiker, der sich mit experimenteller Quantenoptik befasst.
Köhl studierte ab 1995 Physik an der Universität Heidelberg (als Stipendiat der Studienstiftung des Deutschen Volkes), 1998/99 am Massachusetts Institute of Technology bei Wolfgang Ketterle und an der Goethe-Universität Frankfurt am Main, wo er 1999 mit der am MIT erstellten Diplomarbeit sein Diplom erhielt. Danach war er an der Ludwig-Maximilians-Universität München und dem MPI in Garching, wo er bei Theodor Hänsch 2001 promoviert wurde. Als Post-Doktorand war er bei Tilman Esslinger an der ETH Zürich. Ab 2007 war er Reader an der Universität Cambridge, an der er 2011 Fellow des Trinity College und Professor wurde. 2013 erhielt er eine Humboldt-Professur an der Rheinischen Friedrich-Wilhelms-Universität Bonn.
Er befasst sich in der experimentellen Quantenoptik und Atomphysik mit ultrakalten Quantengasen und untersuchte speziell Fermigase in optischen Gittern als Modellen für Festkörperphänomene.
2007 erhielt er den Röntgen-Preis der Universität Gießen, 2012 einen Royal Society Wolfson Research Merit Award, 2012 die Thomson Medal, 2009 einen ERC Starting Grant und 2014 einen ERC Consolidator Grant.

## Schriften (Auswahl)
- mit C. Raman, W. Ketterle u. a.: Evidence for a critical velocity in a Bose-Einstein condensed gas. In: Physical Review Letters. Band 83, 1999, S. 2502.
- mit H. Moritz, T. Stöferle, T. Esslinger: Exciting collective oscillations in a trapped 1D gas. In: Physical Review Letters. Band 91, 2003, S. 250402.
- mit T. Stöferle, H. Moritz, C. Schori, T. Esslinger: Transition from a strongly interacting 1d Superfluid to a Mott insulator. In: Physical Review Letters. Band 92, 2004, S. 130403.
- mit Moritz, Stöferle, Schori, Esslinger: Excitations of a superfluid in a three-dimensional optical lattice.  In: Physical Review Letters. Band 93, 2004, S. 240402.
- mit H. Moritz, T. Stöferle, K. Günter, T. Esslinger: Fermionic atoms in a three dimensional optical lattice: Observing Fermi surfaces, dynamics, and interactions. In: Physical Review Letters. Band 94, 2005, S.  080403.
- mit Moritz, Stöferle, Schori, Esslinger: Superfluid to Mott insulator transition in one, two, and three dimensions. In: Journal of Low Temperature Physics. Band 138, 2005, S. 635–644.
- mit H. Moritz, T. Stöferle, K. Günter, T. Esslinger: Confinement induced molecules in a 1D Fermi gas. In:  Physical Review Letters. Band 94, 2005, S. 210401.
- mit A. Öttl, S. Ritter, T. Esslinger: Correlations and counting statistics of an atom laser. In:  Physical Review Letters. Band 95, 2005, S. 090404.
- mit T. Stöferle, H. Moritz, K. Günter, T. Esslinger: Molecules of fermionic atoms in an optical lattice. In: Physical Review Letters. Band 96, 2006, S. 030401.
- mit T. Stöferle, H. Moritz, K. Günter, T. Esslinger: Bose-Fermi mixtures in a three-dimensional optical lattice. In: Physical Review Letters. Band 96, 2005, S. 180402.
- mit F. Brennecke, T. Esslinger u. a.: Cavity QED with a Bose–Einstein condensate. In: Nature. Band 450, 2007, S. 268.
- mit M. Feld, B. Fröhlich, E. Vogt, M. Koschorreck: Observation of a pairing pseudogap in a two-dimensional Fermi gas. In: Nature. Band 480, 2011, S. 75.
- mit M. Koschorreck, D. Pertot, E. Vogt, B. Fröhlich, M. Feld: Attractive and repulsive Fermi polarons in two dimensions. In: Nature. Band 485, 2012, S. 619.